# マリアン・マックナイト
マリアン・マックナイト（Marian McKnight、1936年12月19日 - ）は、アメリカ合衆国の女優・モデル。ミス・アメリカ1957として知られる。

## 経歴
1936年12月19日、サウスカロライナ州クラレンドン郡マニング市（英: Manning）に生まれる。Manning High School卒業。在学中Miss Manning High Schoolに2回優勝している。その他、Miss South Carolina Universeで第3位入賞、1955年と1956年にMiss Coker College Beauty優勝。
The Coker College2年生在籍中の1955年4月22日、Miss Hartsvilleに出場。水着とイブニングドレスの審査の結果14人の出場者の中から優勝。同年6月、ハーツビル（英: Hartsville）を代表してMiss South Carolinaに出場。Top10に残る。1956年にはMiss Manning of 1957で優勝。この経験が後にミス・サウスカロライナとミス・アメリカに出場する原動力となった。
1957年、サウスカロライナ州を代表してミス・アメリカ1957に出場。46州およびハワイ、カナダ、シカゴ、ワシントンD.C.の代表50名が美を競った
。9月7日の決勝で優勝、ミス・アメリカとなる。タレント部門の審査ではマリリン・モンローの演技を披露したが、会場でそれを見たジョー・ディマジオは笑い転げ、涙を流しながら席から転げ落ちた。そして目を閉じて「ステージに立っているのは私の妻だ！」と発言した（マリアンによる）。大会後の10月19日にはハーツビルに飛び、コーカー大学を訪問。ジョン・A・バリー・Jr.学長（John A. Barry Jr.）はこれを「開校49年の歴史上最も輝かしい帰郷」と呼んだ。マリアンは昼食会で祝福され、レセプションでは学生や教員大歓迎された。戴冠式の翌日、いつ帰りたいかと聞かれたマリアンは「クリスマスの週」と答えた。いいよと言われたが、ミスとしての任期の1年間で家に帰れたのはそれ1回だけだった。日曜日以外は毎日、ミス・アメリカとしての予定が入っていることをその時は知らなかった。ミス・アメリカのタイトルとともに10万ドルの奨学金（『LIFE』によると総計15万ドルを得た）、2500ドルの腕時計、フォード1台、
アトランティックシティに1エーカーの土地（すぐに売り払ってしまったが）を授与された。
コーカー大学2年生修了後、UCLAに編入学。国語科教育法（英: language arts）の学位を取得して卒業。ルームメイトだったMartha Dean Chestnut HinesはMiss BishopvilleおよびMiss South Carolinaに選ばれたこともある。
1967年、エミー賞受賞作品『ジャックと豆の木』（英: Jack and the Beanstalk）でジャックの母を演じる。彼女の声はジャネット・ワルドー（英: Janet Waldo）によって吹き替えられた。
その他1984年2月25日OAの『The Love Boat Season 7, Episode 21』ではJean Bartel（ミス・アメリカ1943）、Nancy Fleming（ミス・アメリカ1961）、ヴァネッサ・ウィリアムス（ミス・アメリカ1984）と共演している。

## 私生活
俳優のゲイリー・コンウェイ（英: Gary Conway）とUCLA在学中に知り合い、1958年に結婚。二人の子を儲ける。夫婦でワイナリーを所有していたこともある。